# Le Mûrier
Pour plus de détails, voir Fiche technique et Distribution.
Le Mûrier (뽕, Ppong) est un film sud-coréen réalisé par Lee Doo-yong, sorti en 1986.

## Synopsis
An-hyeop, une belle jeune femme, vit dans un petit village durant l'occupation japonaise. Elle est mariée à Sam-bo, un joueur invétéré qui revient de temps à autre au domicile conjugal.

## Fiche technique
- Titre : Le Mûrier
- Titre original : 뽕 (Ppong)
- Réalisation : Lee Doo-yong
- Scénario : Na Do-hyang et Yoon Sam-yuk
- Musique : Choi Chang-kwon
- Photographie : Son Hyun-chae
- Montage : Lee Kyeong-ja
- Production : Lee Tae-won
- Société de production : Taehung Pictures
- Pays :  Corée du Sud
- Genre : Drame et érotique
- Durée : 114 minutes
- Dates de sortie : 
  -  Corée du Sud : 8 février 1986

## Distribution
- Lee Mi-sook
- Lee Dae-kun
- Lee Mu-jeong

## Distinctions
Le film a reçu trois Korean Association of Film Critics Awards : meilleur film, meilleur acteur pour Lee Dae-kun et meilleure actrice pour Lee Mi-sook.